# Nacht im Hafen
Nacht im Hafen (Originaltitel Moontide) ist ein US-amerikanischer Spielfilm aus dem Jahr 1942. Unter der Regie von Archie Mayo spielen Jean Gabin, Ida Lupino, Thomas Mitchell und Claude Rains die Hauptrollen in diesem Melodram, das auf dem Roman Moon Tide von Willard Robertson beruht.

## Handlung
Der in Frankreich geborene Hafenarbeiter Bobo reist durch die ganze Welt und nimmt Gelegenheitsjobs an, wo sie sich ihm bieten. Trinkgelage gehören zu seinem Leben. In San Pablo in Kalifornien trifft er in der Hafenschenke „Roter Punkt“ auf seinen irischen Kollegen Tiny, der weiß, dass in San Francisco Leute für gutes Geld gesucht werden. Die Männer beschließen, sich dort vorzustellen. Den Großteil der Nacht verbringt Bobo mit viel Alkohol und einem Mädchen namens Mildred. Als er am nächsten Morgen erwacht, befindet er sich auf dem Kahn von Henry Hirota und seinem Sohn Takeo, die mit Köderfischen handeln. Henry erklärt Bobo, dass er ihn sturzbetrunken aufs Schiff geschleppt habe, weil er ihm versprochen habe, für ihn Köder zu verkaufen. Vage erinnert sich Bobo, dass er neben Pop Kelly, einem alten mürrischen Seemann, an der Theke stand, kann sich aber nicht erklären, wieso er dessen weiße Schirmmütze trägt. Als er mitbekommt, wie George, ein Polizist, Takeo vom Tode Pop Kellys erzählt, ist er entsetzt und hofft inständig nichts damit zu tun zu haben. Den Nachmittag verbringt Bobo mit seinem Freund Nutsy, einem Nachtwächter mit philosophischen Anwandlungen und ihm treu ergeben. Als die Männer am Strand entlangstreifen, werden sie durch Schreie auf eine Frau aufmerksam, über der die Wellen zusammenschlagen. Bobo rennt ins Wasser und kann die ohnmächtige Frau gerade noch erwischen und bergen. Der Strandwächter erzählt ihm was von Selbstmord aus Liebeskummer, Bobo hört jedoch nur mit einem halben Ohr zu. Damit die Polizei sich nicht einmischt, behauptet er, dass es sich um seine Braut handele, die sich nur zu weit ins Meer hinausgewagt habe. Anna jedoch, so heißt die junge Frau, eine Kellnerin, ist alles andere als begeistert von seiner Einmischung. Sie wollte ihr hartes Leben endlich hinter sich lassen. Bobo nimmt sie erst einmal mit auf die Barke, wo er ihr sein Bett überlässt, um selbst auf dem Fußboden zu schlafen.
Als Bobo, der in aller Frühe für Dr. Frank Brothers vom Hospital einen Motor repariert hat, auf das Schiff zurückkommt, war Anna schon fleißig, hat aufgeräumt, Frühstück zubereitet und sogar schon Köder verkauft. Bobo lässt sich nicht anmerken, wie gut ihm die Fürsorge Annas tut. Der verschlagene Tiny verhöhnt Bobo und meint sogar, warum er eine so unnütze Person gerettet habe. Auch seine Anspielungen, dass Bobo etwas mit Pop Kellys Tod zu tun haben könnte, werden direkter. Er will seinen Kollegen mit allen Mitteln dazu bringen, ihn nach San Francisco zu begleiten. Bobos Freund Nutsy hat inzwischen Pop Kellys Mütze an der Kajütenwand entdeckt und stillschweigend verbrannt. Bobo entscheidet sich, in San Pablo zu bleiben. Nachdem er noch einmal einen Versuch startet, sein altes Leben mit Saufgelagen und Frauen wieder aufzunehmen, kommt ihm ganz plötzlich die Einsicht, dass er so nicht mehr leben will. Er geht zurück aufs Boot zu Anna. Sie ist die erste Frau, die in ihm andere Gefühle auslöst als reine Begierde. Die beiden wollen heiraten. Um der Versuchung widerstehen zu können, mit Anna schon vor der Ehe intim zu werden, geht Bobo mit Henry und Takeo auf die Suche nach Ködern. Während dieser Zeit schleicht sich Tiny aufs Schiff und versucht, Anna unter Druck zu setzen. Er erzählt ihr von Pop Kelly und macht ihr deutlich, dass er Bobo in der Hand habe. Zusätzlich schüchtert er die junge Frau mit einer älteren Geschichte ein, die ebenfalls Bobos Jähzorn beweisen würde. Trotzdem kann er die Heirat zwischen Anna und Bobo nicht verhindern. Man feiert mit Nutsy, Hirota, dem Wirt vom „Roten Punkt“ und weiteren Leuten, jedoch ohne Tiny, ein kleines Fest. Als Dr. Brothers Bobo wegen eines Motorversagens seines Bootes um Hilfe bittet, mag er nicht nein sagen, auch weil er davon ausgeht, dass das schnell erledigt sei, und folgt dem Arzt zu seinem Boot. Es dauert jedoch länger und in der Zwischenzeit erscheint der total betrunkene Tiny bei Anna und macht ihr Vorwürfe und versucht wiederum, sie mit Drohungen zu erpressen. Erst bietet Anna ihm Schweigegeld an, als er jedoch versucht sie zu küssen, sagt sie ihm auf den Kopf zu, dass sie glaube, dass er der Mörder von Pop Kelly sei. Das löst bei Tiny eine schlimme Reaktion aus, angestauter Hass und Eifersucht enden darin, dass er in der Kajüte alles kurz und klein schlägt und sich dann an der jungen Frau vergreift. Schwer verletzt lässt er sie anschließend auf dem Boden liegen und rennt davon. Als Bobo zurückkommt, hört er ein leises Wimmern, das nichts Gutes verheißt. Er schafft Anna ins Krankenhaus und muss um ihr Leben bangen. Bobo will Tiny zur Rechenschaft ziehen und findet ihn am äußersten Punkt der Mole, von der er bei Bobos Anblick ins Meer hin abrutscht. Er kann nicht schwimmen. Bobo versucht noch, ihn zu fassen zu kriegen, schafft es aber nicht. Zurück im Krankenhaus harrt Nutsy mit dem Freund aus. Endlich kommt die erlösende Nachricht, dass Anna über den Berg ist. Als Bobo sie aus dem Hospital holt, muss er sie tragen, da sie noch längere Zeit nicht wird gehen können. Er hält sie ganz fest, denn sie ist das Liebste, was er auf dieser Welt hat.

## Hintergrund
Die Filmaufnahmen entstanden in der Zeit vom 27. November 1941 bis zum 9. Februar 1942, weitere Aufnahmen wurden am 12. Februar 1942 gedreht. Die Aufnahmen entstanden in Malibu in Kalifornien in den USA und in den 20th Century Fox–Studios. Ursprünglich war vorgesehen, die Filmaufnahmen vor Ort in San Pedro zu drehen, was aber durch den Eintritt der USA in den Zweiten Weltkrieg und daraus resultierende Kriegsvorschriften nicht möglich war. Nur einige anfänglich gedrehte Szenen und Hintergrundaufnahmen konnten in den Film eingebaut werden.
Premiere in den USA hatte der Film am 29. April 1942 in New York. Am 29. Mai 1942 startete er dann in den Kinos in den USA. In Deutschland startete er am 13. Juni 1947, in Österreich bereits am 7. September 1945.
Bis zum 8. Dezember 1941 lag die Regie des Films bei Fritz Lang und die Arbeit hinter der Kamera bei Lucien Ballard. Nunnally Johnson war am Drehbuch beteiligt. Der französische Schauspieler Jean Gabin, der mit Moontide sein amerikanisches Filmdebüt gab, hatte um Fritz Lang gebeten, da er sich für seinen ersten amerikanischen Film einen Meister im Regiestuhl wünschte, dessen Arbeit er kannte und bewunderte. Wegen Meinungsverschiedenheiten über die Behandlung der Geschichte, wechselte Lang jedoch zu einem anderen Film und wurde von Archie Mayo ersetzt. Auch Ballard wurde ersetzt, und zwar durch Charles G. Clarke, der für seine Arbeit eine Oscarnominierung erhielt. Es gibt auch Quellen, die wissen wollen, dass es zwischen Lang und Gabin wegen Marlene Dietrich, in die beide Männer verliebt waren, zu Unstimmigkeiten gekommen sei.
Für die Alptraum-Sequenz im Film erstellte der surrealistische Maler Salvador Dalí fünf Skizzen und drei Gemälde, die in der entsprechenden Szene verwendet wurden. RKO Pictures interessierten sich bereits vor Twentieth Century Fox für die Filmrechte an Willard Robertsons Roman, man riet dem Studio jedoch ab, da man meinte, wegen der teils sexuellen Beziehungen zwischen unverheirateten Personen und anderer Freizügigkeiten, würde der Film wegen des in den USA seit Mitte der 1930er Jahre herrschenden Hays Code nicht genehmigt werden. Anders als im Film tötet Tiny die junge Frau (im Buch heißt sie Ada) im Roman. Twentieth Century Fox ließ das Buch entschärfen und erhielt letztendlich eine Genehmigung für den Film. Die Gutachter von Motion Picture Herald wiesen jedoch ausdrücklich darauf hin, dass der Film sich „wegen seiner starken Bilder ausschließlich an ein erwachsenes Publikum richte.“ Am 30. April 1945 spielten Humphrey Bogart und Virginia Bruce die Geschichte im Lux Radio Theatre.

## Kritiken
Das Lexikon des internationalen Films meinte, dass es sich um ein „ansprechend inszeniertes und gespieltes Melodram mit düsterer Atmosphäre [handele].“
Variety  war der Ansicht, dass ein Großteil des Erfolgs des Films von Jean Gabin abhänge, der jedoch nicht in der Lage sei, Wärme und persönliche Gefühle auf sich zu projizieren. Gabin, der in Frankreich meist als urwüchsiger Schauspieler eingesetzt worden sei, könne in dieser Art von Rolle nur bedingt überzeugen.
Bosley Crowther von der New York Times urteilte sinngemäß, dass Jean Gabins maskuliner Charme nun dem amerikanischen Publikum präsentiert werde. Jean Gabin sei ja der französische Spencer Tracy. […] Es bestehe kein Zweifel, dass Gabin sein Potential ausspiele und seine Art englisch zu sprechen fasziniere. Die Darstellung Ida Lupinos wird ebenfalls positiv bewertet, genauso wie die von Thomas Mitchell und Claude Rains. Auch in den Nebenrollen seien einige gute Schauspieler vertreten. Bemängelt wird, dass die Handschrift von Archie Mayo „vage und unentschlossen“ sei und eine eher synthetische Landschaft kaum Stimmung aufkommen lasse. Das wirkliche Leben werde irgendwie außen vor gelassen. Die Last Moontide fast im Alleingang tragen zu müssen, sei zu schwer für Jean Gabin.

## Auszeichnungen
Auf der Oscarverleihung 1943 war Charles G. Clarke in der Kategorie „Beste Kamera in einem Schwarzweißfilm“ für einen Oscar nominiert. Die Trophäe ging an Joseph Ruttenberg und das Filmdrama Mrs. Miniver.